# Balgesjauratj
Balgesjauratj är en sjö i Arjeplogs kommun i Lappland och ingår i Skellefteälvens huvudavrinningsområde. Sjön har en area på 0,0836 kvadratkilometer och ligger 483,1 meter över havet.

## Delavrinningsområde
Balgesjauratj ingår i det delavrinningsområde (732003-161056) som SMHI kallar för Utloppet av Östra Radnejaure. Medelhöjden är 493 meter över havet och ytan är 18,53 kvadratkilometer. Det finns ett avrinningsområde uppströms, och räknas det in blir den ackumulerade arean 64,82 kvadratkilometer. Radnejaurälven som avvattnar avrinningsområdet har biflödesordning 2, vilket innebär att vattnet flödar genom totalt 2 vattendrag innan det når havet efter 289 kilometer. Avrinningsområdet består mestadels av skog (88 procent). Avrinningsområdet har 1,88 kvadratkilometer vattenytor vilket ger det en sjöprocent på 10,2 procent.